# クレアモント (カリフォルニア州)
クレアモント（Claremont）は、アメリカ合衆国カリフォルニア州のロサンゼルス郡にある都市。人口は3万7266人（2020年）。ダウンタウン・ロサンゼルスの東50キロメートル、サンガブリエル山脈の山嶺に位置している。

## 概要
クレアモント・カレッジズの大学群があり、全米有数の学園都市である。メトロリンクでロサンゼルス・ユニオン駅と連絡している。

## 関係者
出身者
- トニー・ベルトラン：サッカー選手
- エリオット・グレアム：営巣編集技師
- ベン・ハーパー：ミュージシャン
- アレックス・ヒンショウ：野球選手
- エヴェリン・スティーヴンス：自転車競技選手

ゆかりの人物
- ピーター・ドラッカー：この地で教鞭をとった
- デヴィッド・フォスター・ウォレス：この地で逝く
- シャーロット・デフォレスト：この地で逝く
- 国貞克則：この地で学ぶ